# Алавердоба (праздник)

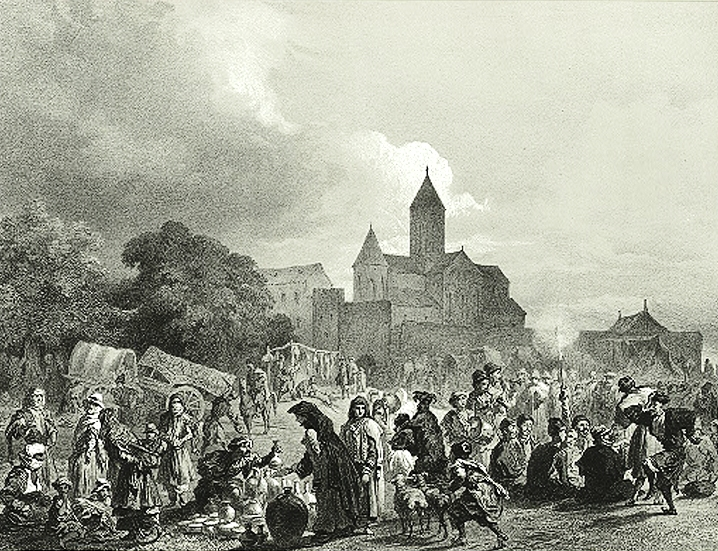
Алавердоба в 1847 году. Рисунок Григория Гагарина

Алавердоба — грузинский церковный праздник. Берёт своё начало в VI веке. Посвящён этот праздник Алавердскому епископу Иосифу, из числа тринадцати святых сирийских отцов, который основал один из грузинских мужских монастырей Алаверди, расположенный в Восточной Грузии. Также праздник связан и со сбором урожая.
Праздник отмечается  с 28 сентября, длится  до трёх недель. К празднику жители из разных районов Грузии съезжаются к монастырю Алаверди. Во время праздника проводятся скачки и закалываются жертвенные животные.